# Fatty at San Diego
Fatty at San Diego è un cortometraggio muto statunitense del 1913 diretto da George Nichols.